# Розвага
Розва́га — 1. Те, що розвеселяє, розважає людину, піднімає настрій.

## Різновиди
- - Гра
  - Анімація
  - Кінофільм
  - Книга
  - Спорт
  - ЗМІ
    - Газета
    - Журнал
    - Сайт
    - Радіо
    - Телебачення
- 2. Заходи з метою розвеселяти, розважати людей.
  - Видовище
    - Вистава
    - Виставка
    - Карнавал
    - Корида
    - Концерт (захід)
    - Маскарад
    - Феєрверк
    - Фестиваль
    - Флешмоб

  - Бал
  - Змагання
  - Дискотека
  - Подорож
  - Танці
  - Ярмарок
- 3. Місце, де людина може повеселитися, розважити себе.
  - Зоопарк
  - Казино (гральний дім)
  - Кінотеатр
  - Парк розваг
  - Стадіон
  - Театр
  - Цирк
- 4. Те, що заспокоює, утішає кого-небудь у горі, нещасті і т. ін.; утіха.

- 5. Розвага (західноукраїнське слово) — розсудливість.

- 6. Розвага (тижневик)